# 斯特凡妮娅·默勒奇内亚努
斯特凡妮娅·默勒奇内亚努（羅馬尼亞語：Ștefania Mărăcineanu，羅馬尼亞語發音：[ʃtefaˈni.a mə.rə'ʧi.ne̯a.nu]；1882年6月18日—1944年8月15日），羅馬尼亞物理学家，以辐射研究而闻名，特别是在α衰变测量方法方面。她曾与居里夫人在巴黎镭研究所（今居里研究所）工作。2022年6月18日，Google在默勒奇内亚努诞辰140周年之际用Google涂鸦向其致敬。